# ガイアックス
株式会社ガイアックス（英: GaiaX Co., Ltd.）は、東京都千代田区に本社を置き、ソーシャルメディア・ソーシャルアプリに関する事業を行う日本の企業である。
名証ネクストに単独上場(証券コード3775)。

## 概要
1999年（平成11年）3月5日に有限会社ガイアックスとして設立され、同年9月、株式会社へ組織変更を行う。
創業当初はカフェスタなどの個人向けの無料交流サイトを運営していたが、2001年（平成13年）、ネットバブル崩壊、インターネット広告の市場価格の下落により、個人向け無料ウェブサイト事業から撤退。事業内容を法人向け事業へ変更し、ASPで法人向けコミュニティサービスの提供を開始する。
2004年（平成16年）、名古屋証券取引所セントレックスに上場。2007年頃よりランニング収益重視のパッケージビジネスへのシフトを進め、2010年（平成22年）、福岡に投稿モニタリングとカスタマーサポートのセンターを設立。その後、仙台、沖縄とフィリピンでもコンタクトセンター業務を開始。また、2003年より企業向けにSNSの運用やコンサルティングサービスの提供を開始。2010年に株式会社リクルートと連携し、SaaS型内定者フォローSNS「エアリーフレッシャーズ」事業を全国に拡販。
2007年、ネットいじめによる自殺の事件を受け、日本で初めてネットいじめ対策事業を開始。学校向けにネットパトロールを提供する。また、2014年からソーシャルリスニングのサービスを提供開始。
2015年よりシェアリングエコノミーの領域に参入。相乗りマッチング型長距離ライドシェアnotteco事業および外国人料理教室サービスTadaku事業を譲受。地域体験マッチングサイト「TABICA」のサービスも提供開始。2015年にはシェアリングエコノミー特化ファンド、株式会社GXインキュベートを設立。また、同年に一般社団法人シェアリングエコノミー協会を設立し、代表理事に就任。2016年、一般社団法人日本ブロックチェーン協会の理事に就任。
2017年、カーブアウトオプション制度を利用し、社内SNS「エアリー」を運営する事業が「EDGE株式会社」として独立。
現在はソーシャルメディアとシェアリングエコノミーに注力し、法人向け事業と一般消費者向け事業を主に展開している。また、ソーシャルメディアの浸透によって生まれた社内外のシェアリングエコノミーサービスに投資し、社内事業のカーブアウトおよび社外スタートアップの投資育成に取り組んでいる。

## 沿革
- 1999年（平成11年）
  - 3月 - 有限会社ガイアックスとして設立。
  - 4月 - コミュニティ（個人HP）サービスを開始。
  - 5月 - 株式会社ガイアックスへ組織変更。
- 2000年（平成12年）
  - 3月 - 東京都渋谷区渋谷三丁目19-1へ本社移転。
  - 8月 -「ガイアックスカフェ」を設立。東京都渋谷区道玄坂二丁目29-20へ本社移転。
  - 10月 - インスタントメッセンジャーサービスを開始。
  - 12月 - グリーティングカードサービスを開始。
- 2001年（平成13年）
  - 1月 - コンサルティング事業を開始。
  - 8月 - NTTコミュニケーションズ向けコミュニティサイト「OCN Cafe」運営開始。ビデオメッセンジャーサービスを提供開始。松下電器産業系のハイホー・シーアンドエー（現・アイ・マーケティングアドバンス）向け「hi-ho BinGO!」を運営開始。
  - 9月 - 東京都渋谷区渋谷二丁目12-19へ本社移転。
  - 11月 - ビデオチャットサービスを開始。
- 2002年（平成14年）
  - 2月 - ボイスメッセンジャーサービスを提供開始。
  - 7月 - ビデオメッセンジャーサービスを提供開始。アバターサービスを提供開始。
  - 10月 - 大阪オフィス設立。
  - 11月 - 連結子会社ガイアックスコリア株式会社を韓国ソウル市に設立。
- 2003年（平成15年）
  - 9月 - 株式会社ナムコ向けコミュニティサイト「ワンダーオーシャン」を運営開始。
  - 11月 - アバターソリューションを提供開始。
- 2004年（平成16年）
  - 2月 - ECサイト向けレビューシステム「Recomart」の提供開始。
  - 3月 - 自社BtoCサイト 会員管理機能付きアバターHPサービス「gaiax」の運営開始。
  - 4月 - 東京電力と共同でマルチメディア電子ブックサービス「mBook」の開始。
  - 8月 - NTTコミュニケーションズとの共同事業としてゲームコミュニティサイト「なつゲー」運営開始。
- 2005年（平成17年）
  - 1月 - レトロゲーム総合配信サイト「Soft-City.com」事業を譲受し、運営開始。
  - 2月 - 財団法人日本情報処理開発協会（現・日本情報経済社会推進協会）よりプライバシーマークの認定を付与される。東京都渋谷区渋谷二丁目17-5へ本社移転。
  - 7月 - 名古屋証券取引所「セントレックス」に上場。ゲームとチャットが楽しめるコミュニティ「チャベリ」の運営開始。
  - 10月 - 雑誌と連動した投稿型ソーシャルネットワーキングサイト「graffiti（グラフィティ）」の運営開始。
- 2006年（平成18年）
  - 1月 - 株式会社電縁を完全子会社化。
  - 2月 - 連結子会社として株式会社GT-Agencyを設立。
  - 5月 - トゥギャザー株式会社を完全子会社化。
  - 台湾のオンラインゲームパブリッシャー APE Inc.の株式を取得。
- 2007年（平成19年）
  - 1月 - 内定者フォローSNS「フレッシャーズ（現・エアリーフレッシャーズ）」の提供開始。
  - 3月 - オンラインゲーム事業を分社し「UTDエンターテインメント」を設立、同社をインデックス・ホールディングスに譲渡
  - 9月 - 未成年向けコミュニティサイトの投稿監視・削除サービスを提供開始。
  - 11月 - 学校裏サイト・ネットいじめ対策コンサルティングサービス「スクールガーディアン」を提供開始。
- 2008年（平成20年）
  - 2月 - ECサイト向けSaaS型ブログポータル「コブログ」の提供開始。
  - 4月 - モバイルコンテンツ審査・運用監視機構（EMA）の発起人に就任。ネットパトロールの一元管理ツール「Police」の提供開始。
  - 10月 - 内定者フォローSNS「フレッシャーズ」、総務省が指針を公表するASP・SaaS認定を取得。株式会社ソーシャルグループウェアを完全子会社化し、同社のSaaS型ソーシャルグループウェア「iQube」の提供開始。
- 2010年（平成22年）3月 - ソーシャル・アプリケーション・フォーラム（以下、SAF）」に新規参加
- 2012年（平成24年）
  - 6月 - 連結子会社GaiaX Asia Corporationを設立。
  - 7月 - 連結子会社・株式会社GaiaX Interractive Solutionsを設立。
- 2014年（平成26年）10月 - 連結子会社・アディッシュ株式会社を設立。
- 2015年（平成27年）
  - 1月 - 地域体験マッチングサイト「TABICA」提供開始。
  - 9月 - 相乗りマッチング型長距離ライドシェアnotteco事業を譲受。
  - 10月 - いじめ匿名通報「Kid’s Sign」の提供開始。
  - 12月 - 外国人料理教室サービスTadaku事業を譲受。
- 2016年（平成28年）
  - 1月 - 一般社団法人シェアリングエコノミー協会を設立、当社代表上田が代表理事に就任。
  - 2月 - 「働きがいのある会社」ランキングにて6年連続でベストカンパニーに選出。
  - 6月 - 一般社団法人日本ブロックチェーン協会の理事に就任。
  - 11月 - Mirai Institute株式会社と資本業務提携し、シェアオフィス事業に参入。
- 2017年（平成29年）
  - 1月 - 本社機能を永田町の「Nagatacho GRID」に移転[2]。
  - 3月 - 着地型観光サービス「TABICA」、総務省の地域活性化大賞2016で奨励賞を受賞。
  - 4月 - 社内SNSエアリー事業をEDGE株式会社に分社化。
  - 10月 - 株式会社シーエムエスエスを存続会社とし、株式会社TMR、株式会社カヨトコ、株式会社XStartup及び株式会社テンエックスラボを消滅会社とする吸収合併を実施。
  - 11月 - 株式会社電縁の発行済株式の67％を売却、連結の範囲から除外。株式会社シーエムエスエスを吸収合併。
- 2018年（平成30年）
  - 1月 - アディッシュ株式会社が第三者割当増資を実施し、連結の範囲から除外。
  - 4月 - API型本人確認サービス「TRUSTDOCK」事業を、株式会社TRUSTDOCKに譲渡。
  - 6月 - 日本ブロックチェーン協会の代表理事に、ガイアックス執行役の肥後彰秀が就任。
- 2021年（令和3年）6月 - SNSマーケティング企業「ジェニックラボ」子会社化。
- 2022年（令和4年）4月4日 - 名古屋証券取引所の市場区分見直しにより、名証ネクストへ移行。

## 提供サービス
- ソーシャルメディアラボ - 各種ソーシャルメディアの運用・コンサルティング。
- tadaku - 外国人先生の自宅で、出身国の家庭料理を習うことのできるマッチングサービス。
- TABICA -『暮らし体験マルシェ』をコンセプトに、ユニークな暮らし体験を検索・予約・掲載できるサービス。
- notteco - 日本最大級の長距離ライドシェア（相乗り）サービス。
- TRUST DOCK - 身元確認業務をオンライン経由で業務代行する、API型本人確認サービス。
- MARKEiT（マーケイット）- 企業間取引ウェブマーケティング支援サービス。マーケティング設計、マーケティング改善コンサルティング。
- WIサービス - コミュニティ機能を含むウェブサイトの企画立案、制作やブログシステムなど、Webにまつわるソリューションをワンストップで提供。既にサービス終了済。
- スクールガーディアン - ネットいじめ・学校裏サイト対策について、学校関係者をトータルにサポートするコンサルティングサービス。
- ソーシャルアプリサポート - ソーシャルアプリを提供する企業向けのユーザーサポート。
- Fantastics（ファンタスティクス）- Facebookマーケティング支援サービス。懸賞、コンテスト、検定などのFacebookアプリレンタルサービス、解析サービスなどを提供するFacebookマーケティングを支援するためのサービス。既にサービス終了済。
- airy - 新卒採用・働き方改革・人財育成・ダイバーシティ推進・大学キャリアを支援する情報発信サイト
- エアリーオフィス - 社内SNS
- エアリーフレッシャーズ - 内定者フォローSNS。人事と内定者や、内定者同士の交流を活性化させるコミュニケーションツール。SaaS型SNSで提供。
- エアリーダイバーシティ - 女性活躍推進を支援するSNS型プラットフォーム。
- Airy for Campus - 大学キャリア支援システム
- EntamEducation - ビジネス教育をもっと面白く
- モバリスト - ゲーム、クイズ、ニュース、占い、コラム、レシピ、天気予報など、様々なモバイルコンテンツを月極のレンタルで提供。
- Co-work（コワーク）- 日常業務の情報共有やファイル管理とコミュニケーションに特化したビジネスコミュニケーションツール。既にサービス終了済。

## 本社・アクセス
2017年1月に、本社機能を永田町の「Nagatacho GRID」に移転。Nagatacho GRIDは、コワーキングスペース、イベントスペース、レストラン、キッズルーム、屋上からなる地下1階、地上6階建てのビルで、Gaiaxをはじめ、スタートアップやフリーランス、NPOなどが入居している。
東京地下鉄（東京メトロ）有楽町線・半蔵門線・南北線「永田町駅」4番、9番b出口より徒歩2分

## 関連会社
- GX Incubate
- 株式会社EDGE
- 株式会社ベンチャー広報
- 株式会社Tadaku
- 株式会社notteco

## 参考資料
- 2015年4月2日株式会社ガイアックスコーポレート・ガバナンス報告書(名古屋証券取引所 - 閲覧)